# Wawona (California)
Wawona es un lugar designado por el censo ubicado en el condado de Mariposa en el estado estadounidense de California. En el año 2010 tenía una población de 169 habitantes.

## Geografía
Wawona se encuentra ubicado en las coordenadas 37°32′53.64″N 119°38′22.6″O / 37.5482333, -119.639611.